# Iloczyny grup
Zasugerowano, aby ten artykuł podzielić na różne artykuły.
Iloczyny (produkty) grup – sposoby budowania nowych grup z dobrze już znanych, jak również metody opisu bardziej skomplikowanych grup przez inne, mniejsze, o znanej strukturze, np. każda grupa abelowa skończenie generowana jest iloczynem prostym grup cyklicznych.

## Iloczyn kartezjański
Niech {\displaystyle \{G_{i}:i\in I\}} będzie rodziną grup, gdzie {\displaystyle I} jest co najwyżej przeliczalnym zbiorem indeksów. Rozważmy iloczyn kartezjański
{\displaystyle \prod _{i\in I}G_{i}=G_{1}\times G_{2}\times \ldots \times G_{n}\times \ldots =\{(g_{1},g_{2},\dots ,g_{n},\dots ):g_{i}\in G_{i},i\in I\}}
z działaniem
{\displaystyle (g_{1},g_{2},\dots ,g_{n},\dots )(h_{1},h_{2},\dots ,h_{n},\dots ){\overset {\underset {\mathrm {def} }{\ }}{=}}(g_{1}h_{1},g_{2}h_{2},\dots ,g_{n}h_{n},\dots ).}
Powyższe działanie wprowadza w tym zbiorze strukturę grupy, gdyż
- elementem neutralnym jest {\displaystyle e=(e_{1},e_{2},\dots ,e_{n},\dots ),} gdzie {\displaystyle e_{i}} jest elementem neutralnym grupy {\displaystyle G_{i}} dla każdego {\displaystyle i\in I,}
- elementem odwrotnym do elementu {\displaystyle g=(g_{1},g_{2},\dots ,g_{n},\dots )} jest {\displaystyle g^{-1}=(g_{1}^{-1},g_{2}^{-1},\dots ,g_{n}^{-1},\dots ).}

Powyższą konstrukcję nazywa się iloczynem kartezjańskim grup i oznacza symbolem {\displaystyle \prod _{i\in I}G_{i}.}
W definicji zastosowano dla każdej grupy zapis multyplikatywny.

## Iloczyn prosty
Iloczynem (produktem) prostym (zewnętrznym) grup {\displaystyle G_{i}} określonych wyżej nazywa się podgrupę iloczynu kartezjańskiego grup {\displaystyle \prod _{i\in I}G_{i}} określonego równością
{\displaystyle \coprod _{i\in I}G_{i}{\overset {\underset {\mathrm {def} }{\ }}{=}}\{(g_{1},g_{2},\dots ,g_{n},\dots ):\exists _{m}\;\forall _{i>m}\;g_{i}=e_{i}\}.}
Iloczyn prosty jest więc zbiorem tych elementów iloczynu kartezjańskiego, których prawie wszystkie współrzędne są jedynkami odpowiednich grup. Grupa, która może być wyrażona jako iloczyn prosty właściwych podgrup jest nazywana rozkładalną, w przeciwnym wypadku nosi ona nazwę nierozkładalnej.

## Własności
Jeżeli {\displaystyle I=\{1,2,\dots ,n\}} jest zbiorem skończonym, to iloczyn prosty pokrywa się z iloczynem kartezjańskim grup, wówczas do jego oznaczenia stosuje się również zapis {\displaystyle G_{1}\times G_{2}\times \ldots \times G_{n}.}
Jeżeli jednak {\displaystyle I=\mathbb {N} } jest zbiorem przeliczalnym, a {\displaystyle G_{i}} są nietrywialne dla nieskończenie wielu {\displaystyle i\in I,} to {\displaystyle \coprod G_{i}<\prod G_{i}.}

### Suma prosta
Jeżeli rozważamy grupy {\displaystyle A_{i}} z addytywnym sposobem zapisu, to iloczyn prosty nazywa się wówczas sumą prostą i pisze
{\displaystyle \bigoplus _{i\in I}A_{i}.}
W algebrze abstrakcyjnej sumy proste grup uogólnia się na sumy proste przestrzeni liniowych, modułów i innych struktur, więcej w artykule o sumach prostych modułów.
Sam zapis jest przemienny, tzn. dla sumy prostej dwóch grup przemiennych {\displaystyle G=H\oplus K=K\oplus H.} Jest również łączny, tzn. jeżeli {\displaystyle G=H\oplus K} oraz {\displaystyle K=L\oplus M,} to {\displaystyle G=H\oplus (L\oplus M)=H\oplus L\oplus M.}
Jeżeli {\displaystyle G=H\oplus K,} to można udowodnić, że:
- dla dowolnych {\displaystyle h\in H,\;k\in K} zachodzi {\displaystyle h+k=k+h,}
- dla dowolnych {\displaystyle g\in G} istnieją jednoznacznie wyznaczone {\displaystyle h\in H,\;k\in K} takie, że {\displaystyle g=h+k,}
- zachodzi skracanie sumy w ilorazie, tzn. {\displaystyle (H\oplus K)/K} jest izomorficzna z {\displaystyle H.}

Fakty te uogólnia się łatwo na sumę prostą skończenie wielu grup.

### Przykłady
- grupa wektorów na płaszczyźnie euklidesowej o współrzędnych rzeczywistych z dodawaniem jest iloczynem prostym grupy liczb rzeczywistych z dodawaniem przez samą siebie.

## Iloczyn półprosty

### Iloczyn półprosty zewnętrzny
Niech będą dane grupy {\displaystyle N} i {\displaystyle D} oraz homomorfizm {\displaystyle \varphi \colon D\to \operatorname {Aut} \;N} grupy {\displaystyle D} w grupę automorfizmów grupy {\displaystyle N.}
Iloczynem półprostym (zewnętrznym) grup {\displaystyle N} i {\displaystyle D} za pośrednictwem {\displaystyle \varphi ,} oznaczanym {\displaystyle N\rtimes _{\varphi }D,} nazywa się grupę składająca się z elementów {\displaystyle (n,d),\;n\in N,d\in D} wraz z działaniem określonym wzorem
{\displaystyle (n_{1},d_{1})(n_{2},d_{2})=\left(n_{1}\varphi _{d_{1}}(n_{2}),d_{1}d_{2}\right)}
oraz odwrotnością daną przez
{\displaystyle (n,d)^{-1}=\left(\varphi _{d^{-1}}(n^{-1}),d^{-1}\right),}
i elementem neutralnym
{\displaystyle (e,1)}
gdzie {\displaystyle e\in N} oraz {\displaystyle 1\in D} są elementami neutralnymi.

### Iloczyn półprosty wewnętrzny
Niech {\displaystyle N} będzie podgrupą normalną w {\displaystyle G.} Dopełnieniem normalnym {\displaystyle D} podgrupy {\displaystyle N} w {\displaystyle G} nazywamy zbiór spełniający warunki {\displaystyle N\cap D=\{e\}} oraz {\displaystyle ND=G} (równoważnie {\displaystyle DN=G}).
Grupę {\displaystyle G} nazywa się iloczynem półprostym wewnętrznym podgrup {\displaystyle N} i {\displaystyle D,} co oznacza {\displaystyle N\rtimes D} wtedy i tylko wtedy, gdy {\displaystyle D} jest dopełnieniem normalnym {\displaystyle N.}
Jeżeli grupa {\displaystyle G} jest iloczynem półprostym wewnętrznym swoich podgrup {\displaystyle N} i {\displaystyle D,} to jest ona izomorficzna z iloczynem półprostym zewnętrznym {\displaystyle N\rtimes _{\varphi }D} za pośrednictwem homomorfizmu {\displaystyle \varphi :D\to \operatorname {Aut} N} określonego jako {\displaystyle \varphi _{d}(n)=dnd^{-1},} czyli sprzężenie {\displaystyle n} przez {\displaystyle d.} Odwrotnie, iloczyn półprosty zewnętrzny {\displaystyle N\rtimes _{\varphi }D} jest wewnętrznym iloczynem półprostym swoich podgrup {\displaystyle N\times \{1\}} oraz {\displaystyle \{e\}\times D,} przy czym pierwsza z nich jest podgrupą normalną.

### Własności
- {\displaystyle N\rtimes _{\varphi }D\equiv N\times D} wtedy i tylko wtedy, gdy homomorfizm {\displaystyle \varphi \colon D\to \operatorname {Aut} \;N} jest trywialny.
- {\displaystyle N\rtimes _{\varphi }D} jest przemienna wtedy i tylko wtedy, gdy {\displaystyle N,D} są przemienne oraz {\displaystyle \varphi \colon D\to \operatorname {Aut} \;N} jest trywialny.

### Przykłady
- Grupa diedralna rzędu {\displaystyle 2n} jest iloczynem półprostym wewnętrznym {\displaystyle D_{n}=\mathbb {Z} _{n}\rtimes \mathbb {Z} _{2}.}
- Grupa izometrii przestrzeni {\displaystyle \mathbb {R} ^{n}} jest iloczynem półprostym grupy obrotów oraz symetrii z grupą translacji.